# Xylolocha
Xylolocha là một chi bướm đêm thuộc họ Geometridae.